# 巴盖什沃尔县
29°51′N 79°46′E / 29.85°N 79.77°E
巴盖什沃尔县（印地语：चमोली ज़िला）是印度北部北阿坎德邦的一个县，县治位于巴盖什沃尔。该县属于北阿坎德邦下辖的两个专区之一的库马盎专区，西部及西北与杰莫利县接壤，
东部和东北与比托拉格尔县毗邻，南临阿尔莫拉县。
2011年印度人口普查证实，该县是北阿坎德邦13个县中人口倒数第三的县（位列鲁德勒布勒亚格县及金巴沃德县之前）。

## 人文
据2011年人口普查 ，巴盖什沃尔县有人口259,840,，与瓦努阿图大致相等 。 人口密度为 每平方公里116人。人口增长率(2001-2011)为5.13%. ，男女性别比为1000:1093,识字率80.69%。 

截至2001年印度人口普查，巴盖什沃尔县有人口249462，包括印度教徒247,402，穆斯林1,280（0.51％），基督徒361.。